# Roy N. Sickner
Roy N. Sickner (* 30. September 1928 in Winkelman, Arizona als Roy Cooley; † 15. Februar 2001 in Malibu, Kalifornien) war ein US-amerikanischer Stuntman, Schauspieler und Drehbuchautor.

## Leben
Sickner trat ab Mitte der 1950er Jahre zunächst als Schauspieler in kleinen Film- und Fernsehrollen auf. Ab 1959 bis zu Beginn der 1970er Jahre kam seine Tätigkeit als Stuntman, ebenfalls für Film- und Fernsehproduktionen hinzu. Er wirkte u. a. an Serien wie Raumschiff Enterprise und Solo für O.N.C.E.L. und Filmen wie Die Rückkehr der glorreichen Sieben mit. In verschiedenen Werbeformaten trat er in den 1960er Jahren als Marlboro Man auf.
Sickner legte die grundlegende Story für den Film The Wild Bunch – Sie kannten kein Gesetz vor und wurde hierfür 1970 zusammen mit Walon Green und Sam Peckinpah für den Oscar in der Kategorie Bestes Originaldrehbuch nominiert. Dies war das einzige Mal, dass Sickner mit einem Drehbuch in Erscheinung trat.